# Coccinella johnsoni
Coccinella johnsoni – gatunek chrząszcza z rodziny biedronkowatych.

## Taksonomia
Gatunek ten opisany został po raz pierwszy w 1908 roku przez Thomasa Lincolna Caseya. Jako miejsce typowe wskazał on San Diego w Kalifornii. Na początku XX wieku część autorów traktowała go jako podgatunek lub aberrację Coccinella novemnotata. Z kolei w 1976 roku zsynonimizował go z C. californica. Jednak Robert D. Gordon wyniósł go w 1985 roku do rangi osobnego gatunku.

## Morfologia
Chrząszcz o wysklepionym, w zarysie szeroko-owalnym ciele długości od 5 do 7 mm. Głowa jest czarna z dwiema wyraźnie odseparowanymi jasnymi plamkami między oczami. Przedplecze jest na wierzchu czarne z jasnymi plamami w kątach przednio-bocznych niesięgającymi nasadowych 2/5 długości; środek jego przedniej krawędzi zawsze pozostaje czarny. Na spodzie przedplecza leży jasna, wydłużona, trójkątna plama brzuszna sięgająca ku tyłowi od 2/5 do 3/4 zasięgu plamy grzbietowej. Pokrywy mają ubarwienie żółtawopomarańczowe do czerwonego z ciemnobrązowym do czarnego wzorem obejmującym bardzo wąską linię wzdłuż szwu, małą plamkę przytarczkową rombowatego kształtu oraz małe i liczniejsze niż u C. alta kropki. Plamka barkowa pokrywy zwykle jest obecna. Przedpiersie ma wąski i płaski wyrostek międzybiodrowy z parą żeberek bocznych. Odnóża środkowej i tylnej pary mają po dwie ostrogi na goleni. Pazurki stóp mają duże ząbki. Genitalia samca są symetrycznie zbudowane.

## Występowanie
Gatunek nearktyczny, rozprzestrzeniony wzdłuż pacyficznych wybrzeży Ameryki Północnej. W Kanadzie znany jest z zachodniej części Kolumbii Brytyjskiej. W Stanach Zjednoczonych zamieszkuje południowy zachód Alaski, Waszyngton, Oregon i Kalifornię, aż po południe tego stanu.